# Quartieri storici di Firenze

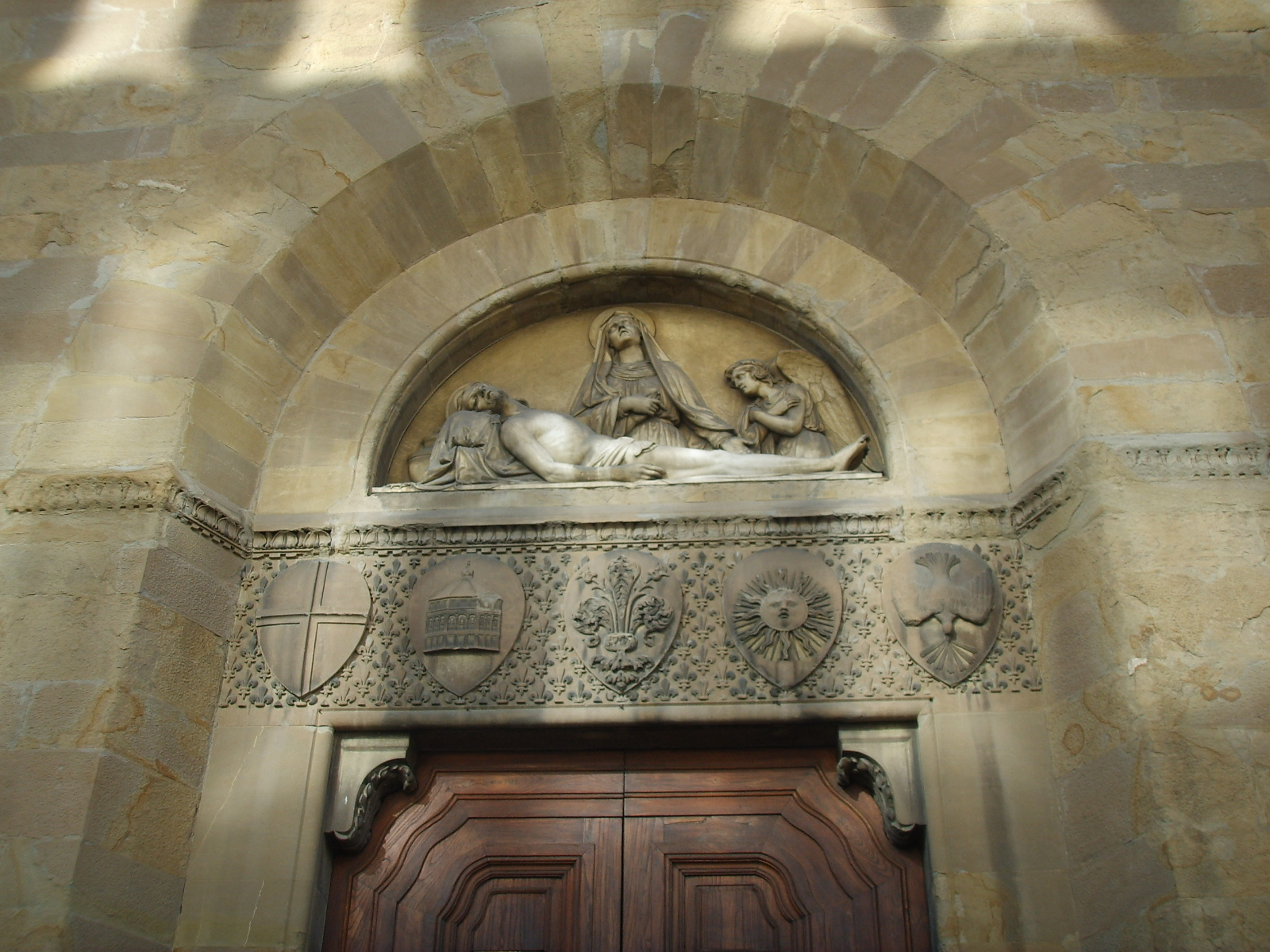
Gli stemmi dei quattro quartieri sul portale della chiesa di San Giuseppino

La città di Firenze dal 1343 era divisa in quattro quartieri storici; le quattro suddivisioni prendono il loro nome da un luogo di culto storico presente sul loro territorio. Ogni quartiere a sua volta era diviso in quattro zone, denominate Gonfaloni.
In epoca moderna, dal maggio 1930, in ambito della rievocazione storica della “partita dell’assedio” del 1530, ad ogni quartiere è associata una squadra detta “Colore” che prende parte al torneo del Calcio storico fiorentino.

## Storia

### Gli antichi quartieri

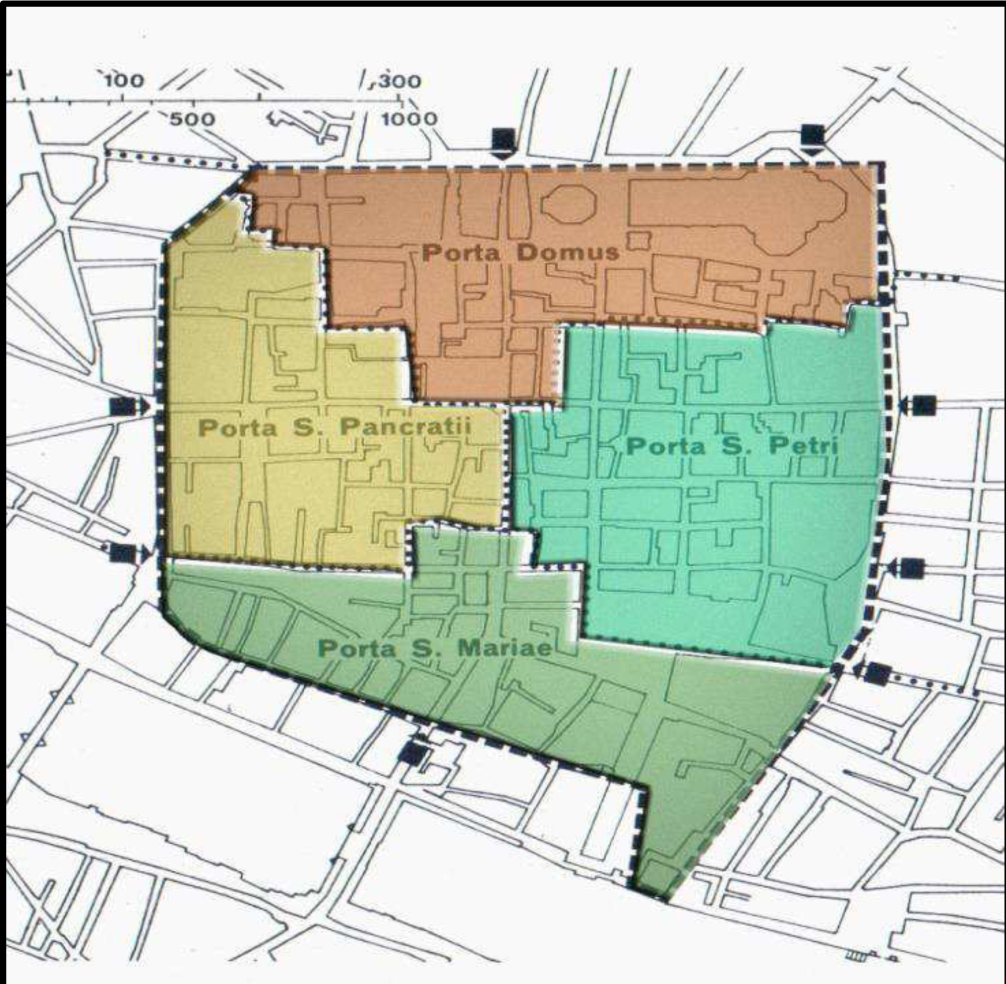
Mappa degli antichi quartieri di firenze, prima dell'ampliamento della cinta muraria all'Oltrarno.

In età medievale la città era situata solamente sulla riva destra dell’Arno (come del resto la città romana) e suddivisa in quartieri che prendevano il nome dalle porte dell’antica cinta muraria: del Duomo, di S. Maria, di S. Piero e di S. Pancrazio.
I confini dei quartieri seguivano i tracciati di certe strade ma non riprendevano affatto quelli del decumano e del cardo romani. Ciascun quartiere era fortemente dipendente dalla porta attorno a cui si sviluppava, e al contempo ne era custode.
La funzione dei quartieri non era connessa solo con la costruzione e la manutenzione delle strutture urbane, ma comprendeva nuovi contenuti, unificando, sotto l’aspetto amministrativo, giurisdizionale, militare, ecclesiastico, in una stessa base territoriale le circoscrizioni minori (plebati e populi) sia di città che di contado.
Ogni quartiere raccoglieva i cittadini provenienti da fuori le mura. Pur dipendendo dal comune, i quartieri avevano magistrati, franchigie proprie, una speciale giurisdizione relativa alla loro parte di città, oltre a particolari diritti e doveri. La parrocchia e le contrada formavano altre piccole entità con una certa autonomia e propri capi; gli abitanti della contrada avevano sul proprio terreno diritti superiori agli altri abitanti della città.

### I sestieri

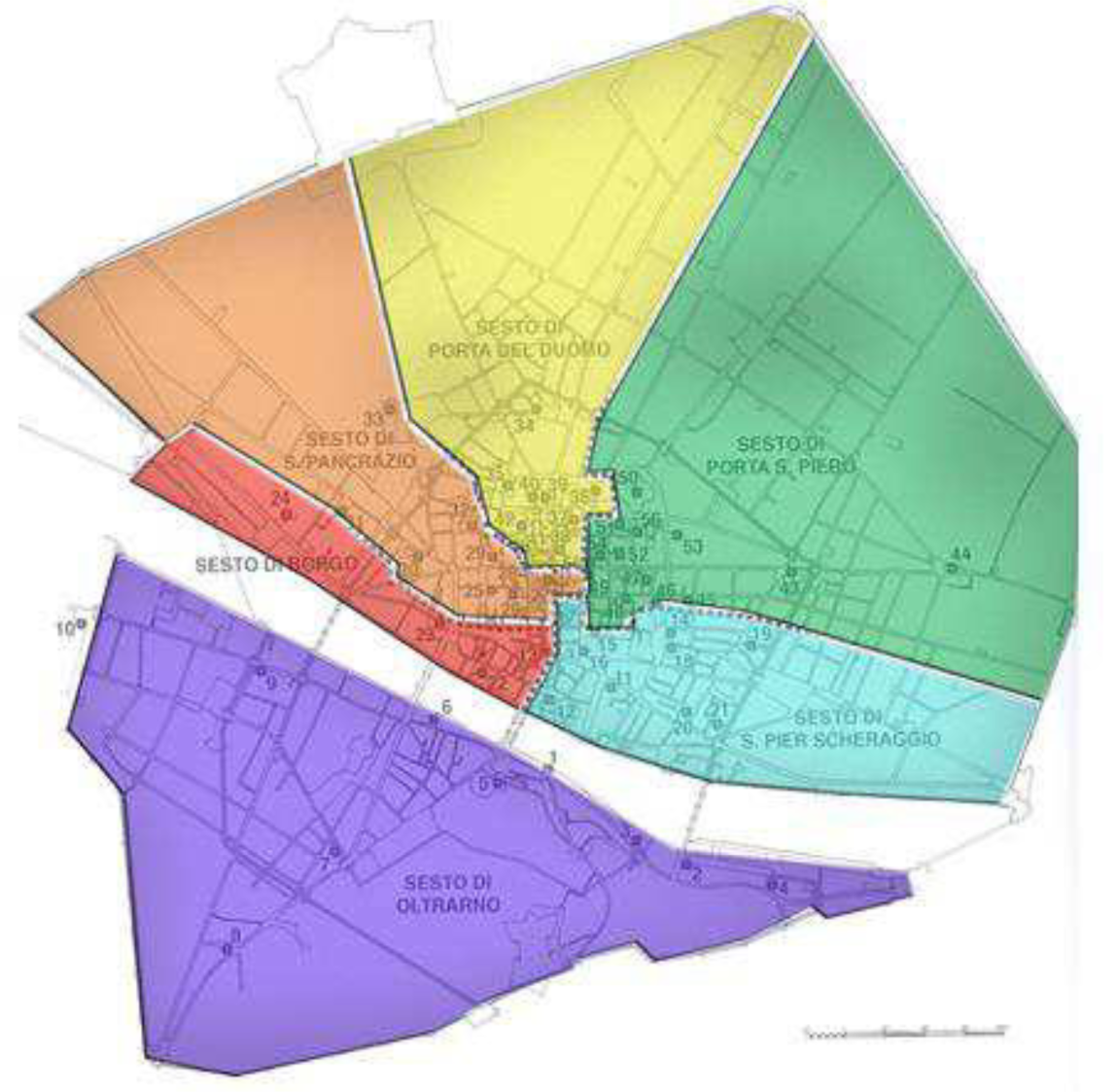
Mappa degli antichi sestieri.

Dopo l'allargamento della cinta muraria, nel 1172 la città  fu divisa in sestieri che si chiamarono d'Oltrarno, S. Piero in Scheraggio, Borgo dei SS. Apostoli, S. Pancrazio, Porta del Duomo, Porta S. Piero.  I sestieri erano a loro volta  divisi in Gonfaloni. La nuova suddivisione coinvolse dunque anche i borghi sulla riva sinistra dell'Arno (l'Oltrarno) che tese ad espandersi anche grazie alla costruzione di due nuovi ponti: quello della Carraia nel 1220, dove sboccava il Mugnone, e quello di Rubaconte poi detto "delle Grazie" nel 1237. I sestieri erano composti dai cosiddetti "popoli" cioè tutta la gente residente nelle "parrocchie" tanto che i due termini si equivalevano.

### I quartieri dopo il 1343
A causa dell'accrescersi della popolazione, nel 1284 venne progettata la costruzione di un terzo cerchio murario cittadino; la grandiosa opera perimetrale di 8500 metri di estensione, incluse più di 80 000 abitanti oltre a vasti terreni coltivati dell'attigua campagna; venne ultimata nel 1333.
I sestieri sopravvissero fino al 1343, anno della cacciata da Firenze di Gualtieri di Brienne, noto come il Duca di Atene; dopo tale data, nell'ambito delle numerose riforme che seguirono, furono istituiti dei nuovi quartieri a loro volta suddivisi nei Gonfaloni (quattro per ciascun quartiere). Tali quartieri furono rinominati col nome della chiesa principale presente all'interno quartiere stesso (Santo Spirito, Santa Croce, Santa Maria Novella, San Giovanni).
Molteplici furono le cause che portarono alla riforma dai sestieri ai quartieri. Possiamo individuare aspetti economici, demografici e di democrazia che contribuirono ad affermare una maggiore partecipazione del popolo nella vita politica della Città:

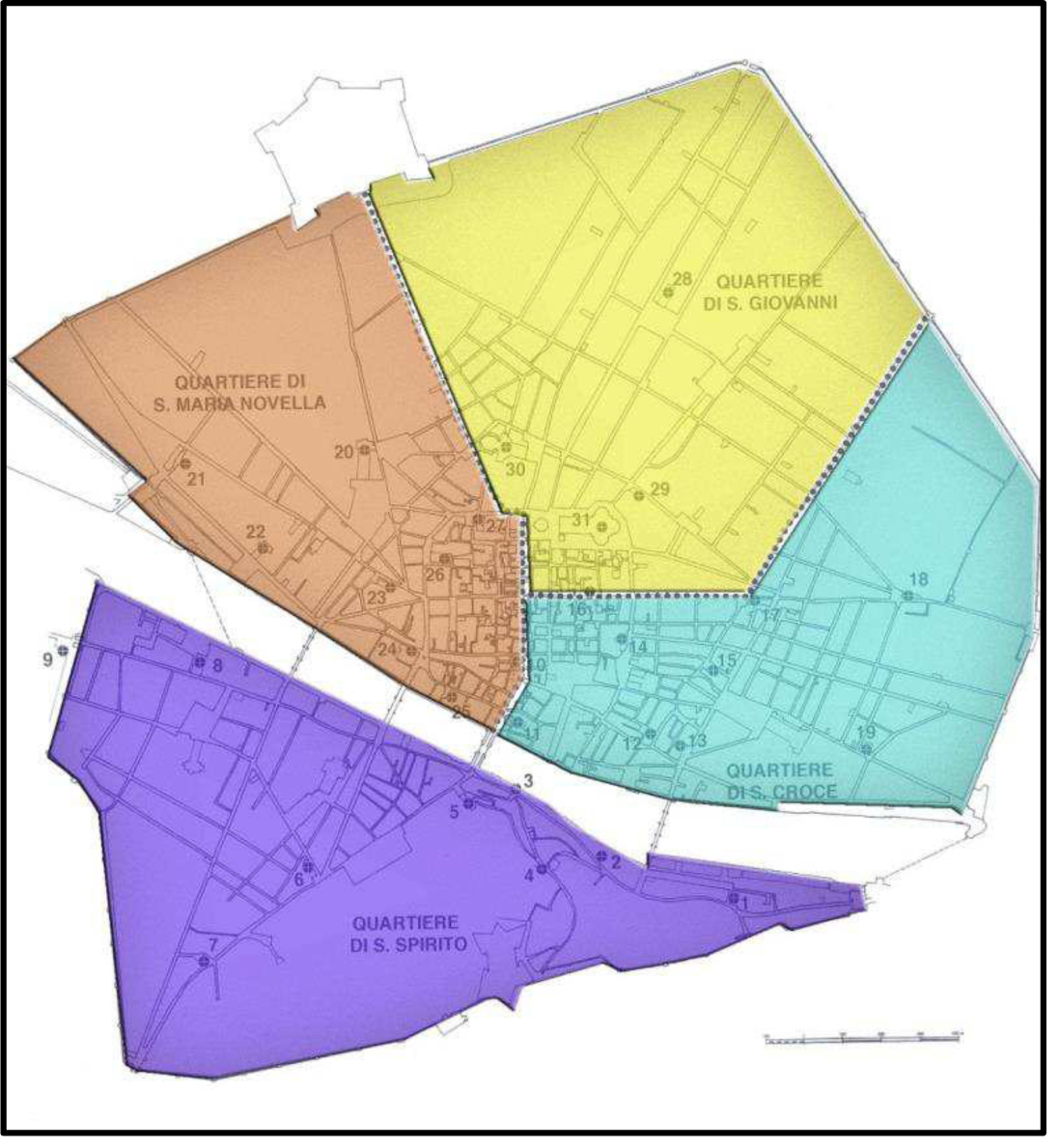
Mappa dei quartieri storici di Firenze dal 1343.

- Aspetti economici  che gravavano sull'intera economia di Firenze. Un esempio può essere tratto dal fallimento per 400,000 fiorini d'oro della società mercantile de' Petri e degli Scali. Inoltre le informazioni, presenti nei documenti storici, permettono di individuare come la città di Firenze avesse la prevalenza delle entrate derivanti dalle alte tasse sulle ricchezze dei cittadini. Questo a dimostrazione del fatto che non vi erano altre grandi entrate nelle casse amministrative e che si dipendeva dal popolo.
- Aspetti demografici. Durante il periodo dei Sestieri fu un forte incremento demografico che, secondo alcuni autori, dimostravano come la città era passata, tra il 1172 al 1300, da 30 000 abitanti a 80-90.000 abitanti (Pardi). Secondo altri autori la città aveva raggiunto addirittura i 100 000 abitanti (Fiumi). Si tratta di un incremento di circa 70 000 abitanti nell‟arco di circa cento anni. Questo fu sicuramente una delle cause che portò gli amministratori fiorenti, di allora, a dover ripensare il modello di gestione della città attraverso una nuova ripartizione.
- Aspetti di democrazia. Quest’ultimo è forse quello più interessante perché vide proprio il popolo caricarsi sulle spalle la volontà di riformare la città. Fu una suddivisione necessaria per tutelare un popolo che era sotto i poteri dei pochi, dei ricchi, dei benestanti, dei politici. Proprio a tal proposito il passaggio da Sestieri a Quartieri fu definito l'avvento del “secondo popolo” in quanto vi fu un vero cambiamento amministrativo avviato da esigenze partite dal basso.

In definitiva si può dire che con questo passaggio amministrativo si voleva garantire maggiore tutela ai cittadini di Firenze, introducendo figure che rappresentassero il popolo ed avessero un peso nelle decisioni istituzionali.
Con la trasformazione in quattro Quartieri, l'evoluzione sarà la seguente:
- L’antico sestiere di Oltrarno, che da sud si era ampliato fuori dalle vecchie mura verso ovest e sud-ovest[2], fu denominato quartiere di Santo Spirito (ed avrà in simbolo una colomba bianca in campo azzurro).
- San Pier Scheraggio più un terzo del Sesto Porta S. Piero diventeranno il Quartiere di Santa Croce (con simbolo la croce doro in campo azzurro).
- Il Sesto Porta del Duomo più i due terzi restanti di Porta S. Piero diventeranno il Quartiere San Giovanni (con simbolo il tempietto di San Giovanni e due chiavi in campo azzurro).
- I due Sesti Borgo SS. Apostoli e quello di San Pancrazio diventeranno il Quartiere di Santa Maria Novella (con simbolo un sole raggiante).

Con i simboli assegnati ai nuovi quartieri, si vuole fare in modo che resti la tradizione di ogni Sesto nella nuova ripartizione in quanto ogni simbolo raffigura i caratteri dei precedenti Sesti. Il passaggio da sestieri a quartieri è stato un fenomeno graduale. La data da segnare come passaggio definitivo dai sestieri ai quartieri è il 1343 ed è contenuta nella Provvisione della Balia creata per riformare la città dopo la cacciata del duca di Atene e confermata nello Statuto del capitano 1355. La riforma avvenne nel momento in cui la popolazione aveva raggiunto la dimensione massima. Questa nuova ripartizione sancì una diversa visione della città e della sua gestione; infatti, nella nuova organizzazione amministrativa ai quartieri non furono assegnati i nomi delle porte (come avveniva nella precedente ripartizione per sestieri) ma i nomi dei complessi conventuali più importanti ubicati nella loro area.
L’antico sestiere di Oltrarno, che da sud si era ampliato fuori dalle vecchie mura verso ovest e sud-ovest, fu denominato quartiere di Santo Spirito; baricentro: chiese di Santo Spirito (Agostiniani) e del Carmine (Carmelitani).
A nord-ovest i sestieri di Borgo e di San Pancrazio si erano sviluppati tra la seconda e la terza cerchia muraria, formarono il quartiere di Santa Maria Novella, con il suo baricentro nella grande chiesa dei Domenicani.
A est fu costituito il quartiere di Santa Croce, incentrato sulla chiesa omonima, che si estendeva verso nord passando per via dei Pandolfini (via di S. Brocolo) e ricomprendendo al suo interno l’antico sestiere di San Pier Scheraggio e parte del sestiere di Porta San Piero. All’interno del quartiere di Santa Croce erano presenti i centri politici della città, tra cui il palazzo del Podestà ed il Palazzo del Comune.
L’ultimo quartiere era quello di San Giovanni, con il battistero che gli dava il nome; comprendeva al suo interno gli antichi sestieri di Porta Duomo e Porta San Piero, con l’esclusione di quella parte verso sud assegnata al quartiere di Santa Croce; baricentro: Battistero del Duomo e S.S. Annunziata (Serviti).
I due quartieri più estesi quindi erano quelli di Santo Spirito e San Giovanni, i quali raccoglievano insieme più del sessanta per cento delle famiglie “tassate” e quasi il sessanta per cento del gettito complessivo d’imposta. Il quartiere di Santa Croce (il più piccolo) e quello di Santa Maria Novella raccoglievano il rimanente quaranta per cento  delle famiglie che del gettito d’imposta, come risulta dal catasto del 1427.

### I gonfaloni

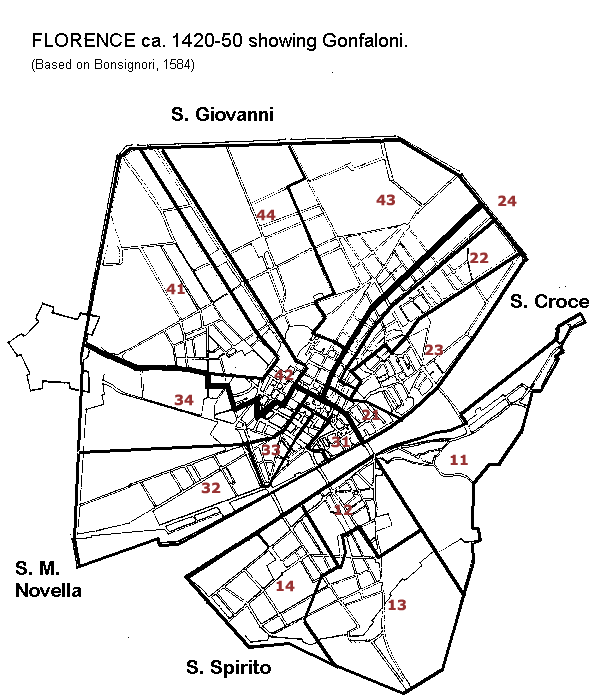
Mappa dei Gonfaloni: S.Spirito: 11=Scala, 12=Nicchio, 13=Sferza, 14=Drago. S.Croce: 21=Carro, 22=Bue, 23=Lion Nero, 24=Ruote. S.Maria Novella: 31=Vipera, 32=Unicorno, 33=Lion Rosso, 34=Lion Bianco. S.Giovanni: 41=Lion d’Oro, 42=Drago, 43=Chiavi, 44=Vaio.

I sestieri ed i quartieri erano suddivisi a lori volta in gonfaloni. I confini dei gonfaloni furono modificati dopo le riforme del 1343. Ogni gonfalone comprendeva determinate parti della città separate tra loro o dall'Arno o dalle mura o da alcune delle strade principali.
Al riassetto del territorio urbano fece riscontro anche una diversa geografia delle antiche organizzazioni interne ai quartieri, i gonfaloni, che passarono dall'originario numero di venti (poi ridotto a diciannove) a sedici, distribuiti equamente tra i quattro quartieri, con un più complesso riassetto dei popoli che andarono a comporre i singoli gonfaloni.
- Santo Spirito: Scala, Nicchio, Sferza, Drago
- Santa Croce: Carro, Bue Nero, Leon Nero, Ruote
- Santa Maria Novella: Vipera, Unicorno, Leon Rosso, Leon Bianco
- San Giovanni: Leon d’Oro, Drago, Chiavi, Vaio

In ogni gonfalone venne ricostruita una “compagnia del popolo”, composta dai cittadini che di diritto potevano aderire in quanto abitanti nei popoli appartenenti al gonfalone stesso.
I motivi della suddivisione in quartieri e gonfaloni era legato non solo a ragioni amministrative e giudiziarie, ma anche a motivi di natura politica e militare e assolveva al ruolo di garanzia della gestione del potere da parte di pochi appartenenti ai ceti più abbienti. L’attività della politica fu determinata dalla classe dirigente dei nobili e dei grandi borghesi anche se con la partecipazione di quei cittadini che avevano raggiunto il riconoscimento dei diritti civili, politici e militari.
L'autorità del Gonfalone era subordinata a quella del proprio quartiere. Questa suddivisione aveva scopi amministrativi e militari e ciascun gonfalone doveva eleggersi un Gonfaloniere, chiamato “di compagnia”, perché doveva radunare e comandare una compagnia di milizie cittadine per la difesa del Palazzo dei Signori e della libertà popolare. I sedici Gonfalonieri costituivano poi una sorta di Consiglio che, opportunamente convocato, doveva discutere insieme al Gonfaloniere di Giustizia ed ai Priori di Libertà gli interessi della Repubblica.

### Granducato di Toscana ed epoca moderna

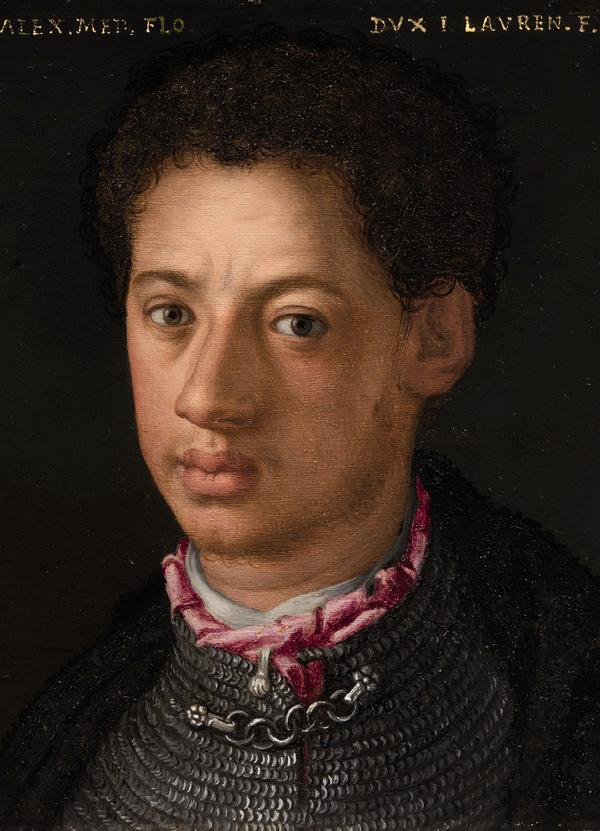
Il Duca Alessandro dei Medici detto "il moro".

Dopo la caduta della repubblica fiorentina e la conseguente perdita di libertà ebbe termine anche l’ufficio dei sedici Gonfalonieri poiché alla scadenza del loro mandato, in data 8 settembre 1531, tale carica fu abolita. I quartieri continuarono a sussistere nel loro ordinamento burocratico (divenuto la parte prevalente) mentre quello militare non fu più significativo.
Nel 1532 il duca Alessandro dei Medici (detto “il moro”) nominato da Carlo V capo supremo della repubblica, per dare esplicito segnale al popolo, il 21 ottobre fece rimuovere dalla torre di Palazzo Vecchio la campana denominata “del Popolo” che aveva chiamato a raccolta la popolazione a difesa della Repubblica. 

Il campo degli stemmi dei quartieri storici si dipinge del colore delle squadre nei simboli del Calcio Storico (nell'immagine una interpretazione artistica dell'autore).

I quartieri a livello di Ufficialità esistettero fino a tutto il Settecento; ai nostri giorni dopo una ripartizione in quattordici circoscrizioni (effettuata nel 1976) Firenze è suddivisa (dal 1990) in cinque zone dette, impropriamente, Quartieri, travisando con tale denominazione l’esatto significato filologico di “quarta parte” del territorio.
I quartieri storici continuarono tuttavia ad esistere anche in epoca moderna. Nel 1930, proprio per onorare la memoria e le virtù civiche del valoroso condottiero fiorentino, Francesco Ferrucci, nel quarto centenario della morte, un comitato cittadino decise di far rivivere il calcio fiorentino, ispirandosi alla famosa partita del 17 febbraio 1530. Venne però cambiato, per ragioni ambientali, il terreno di gioco: alla ormai inagibile piazza Santa Croce (ai lati della quale peraltro erano rimasti il battipalla di marmo murato sulla facciata del palazzo degli Antellesi, e il segno della linea di centro campo sul palazzo prospiciente) fu sostituita quella, ancor più prestigiosa, di piazza della Signoria e, per alcuni anni (limitatamente alla prima partita) l’anfiteatro del giardino di Boboli. Attualmente le tre partite, due eliminatorie e la finale, si svolgono nel mese di giugno in occasione degli annuali festeggiamenti del santo patrono in piazza Santa Croce.

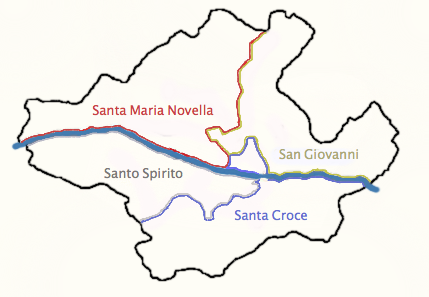
I quartieri storici riconosciuti dal comune nel 2003

Da quella data, ogni anno, tranne che in periodo bellico, in occasione dei festeggiamenti di San Giovanni Battista patrono di Firenze, la città rivive l’appassionante contesa di un fascinoso commemorativo viaggio nel passato, che nemmeno la tragica alluvione del 4 novembre 1966 riuscì a interrompere. Fra l’agonismo delle squadre dei quattro quartieri storici, in tre accanitissime partite, si designa il vincitore; senza trionfalismi ma con la convinzione di rivivere, nelle trame del passato, relazioni sociali della realtà moderna.
Nel 2003 il comune ha ufficialmente riconosciuto il territorio dei quattro quartieri storici e ne ha compreso anche le porzioni della città comprese al di fuori delle antiche mura.

## Quartieri, Gonfaloni e loro stemmi

### Santa Maria Novella
Quartiere del quadrante nord-ovest della città (Arno, Ponte Vecchio, Porta al Prato fino a metà della Fortezza da Basso), è caratterizzato dal colore rosso e prende il suo nome dalla basilica di Santa Maria Novella. Dal XV secolo è suddiviso nei gonfaloni di: Leon Bianco, Leon Rosso, Unicorno, Vipera.
- Gonfalone di quartiere: Sole d'oro in campo azzurro.

Santa Maria Novella

- Gonfaloni di compagnia: Lion Bianco, Lion Rosso, Vipera, Unicorno.

Lion Bianco
Lion Rosso
Vipera
Unicorno

### San Giovanni
Quartiere del quadrante nord-est della città (lato occidentale del Borgo Pinti, la parte settentrionale del Borgo degli Albizi, il Corso, la parte orientale del Mercato Vecchio, fino a nord a Porta S. Gallo), è caratterizzato dal colore verde e prende il suo nome dal Battistero di San Giovanni, uno dei templi più antichi e importanti di Firenze. È suddiviso nei gonfaloni di: Leon d'Oro, Drago, Vaio, Chiavi.
- Gonfalone di quartiere: Raffigurazione del Battistero in campo azzurro.

San Giovanni

- Gonfaloni di compagnia: Chiavi, Vaio, Drago Verde[3], Lion d'oro.

Chiavi
Vaio
Drago
Lion D'oro

### Santa Croce
Quartiere del quadrante sud-est della città (comprende da Porta a Pinti fino all'Arno dalla parte della Zecca e verso ovest le vie di Calimara e di Por S. Maria fino al Ponte Vecchio), è caratterizzato dal colore azzurro e prende nome dalla Basilica di Santa Croce. Questo è l'unico quartiere che si estende su entrambe le sponde dell'Arno, comprendendo anche la zona della basilica da cui prende il nome, situata a nord del fiume. È suddiviso nei gonfaloni di: Carro, Ruote, Bue, Leon Nero.
- Gonfalone di quartiere: Croce d'oro in campo azzurro.

Santa Croce

- Gonfaloni di compagnia: Bue, Lion Nero, Ruote, Carro.

Bue
Lion Nero
Ruote
Carro

### Santo Spirito
Quartiere del quadrante sud, sud est e sud ovest della città o meglio tutto l'Oltrarno entro le mura, caratterizzato dal colore bianco e prende il suo nome dalla Basilica di Santo Spirito. È suddiviso nei gonfaloni di: Scala, Nicchio, Ferza, Drago.
- Gonfalone di quartiere: Colomba bianca (simboleggiante la discesa dello Spirito Santo) raggiante, in campo azzurro.

Santo Spirito

- Gonfaloni di compagnia: Nicchio, Scala, Sferza, Drago[3].

Nicchio
Scala
Sferza
Drago

## Strade e piazze dei quartieri

### Premessa sulla divisione fuori dalle mura
È bene ricordare che la divisione in quartieri e la mappa che vediamo in alto, è stata introdotta dal comune nel 2003. Prima di quel periodo se si esclude il contesto dentro le mura dove la situazione è ben più marcata, la divisione in colori ha forti connotazioni legate alla storia di appartenenza piuttosto che alla territorialità, con sacche di tifo in aree che per ragioni di semplicità sono state attribuite alle varie chiese. Per esempio, San Niccolò da sempre bianchissima ha influenzato pesantemente l'area di Gavinana che ha una grande partecipazione Bianca. Altre aree come l'Isolotto sono fortemente Rosse piuttosto che Azzurre, mentre l'influenza Azzurra si sente pesantemente in tutta l'area di Novoli. A Sorgane vi è una buona presenza dei Verdi, pur essendo in territorio che il comune ha decretato come Azzurro.
Le principali strade e piazze che delimitano oggi ogni quartiere.

### Santa Maria Novella
| - Piazza della Repubblica (colonna dell'Abbondanza) - Via Roma - Piazza San Giovanni (esclusa) - Via de' Cerretani (parte) - Via Zannetti - Via Faenza - Viale Strozzi (parte) - Viale Caduti dei Lager - Viale Strozzi (parte) - Viale Lavagnini - Piazza della Libertà (esclusa) - Via Toscanelli - Viale Milton (parte) - Via Bolognese - Via della Pietra - Via Incontri (parte) | - Via dei Massoni (parte) - Via delle Ballodole (tratto parallelo) - Via delle Ballodole (tratto parallelo) fino alla riva sinistra del torrente Terzolle - Riva sinistra del torrente Terzolle fino al confine del Comune di Sesto Fiorentino - Confine del Comune di Sesto Fiorentino - Confine del Comune di Campi fino alla riva destra dell'Arno - Riva destra dell'Arno - Viale dell'Indiano - Viale Washington - Viale Lincoln - Lungarno Vespucci - Lungarno Corsini - Lungarno Acciaiuoli - Via Por Santa Maria - Via Calimala |

### San Giovanni
| - Piazza della Repubblica (colonna dell'Abbondanza) - Via degli Speziali - Via del Corso - Borgo degli Albizi - Volta di San Piero - Borgo Pinti - Piazza Donatello (esclusa) - Viale Gramsci - Piazza Beccaria (esclusa) - Viale Amendola - Lungarno del Tempio - Lungarno Cristoforo Colombo - Via della Funga - Confine del Comune di Fiesole - Riva destra del torrente Mugnone fino a Via Bolognese (Pian di San Bartolo) | - Via Bolognese fino al confine del Comune di Sesto Fiorentino - Riva destra del torrente Terzolle fino a Via di Careggi - Via della Pietra - Via Bolognese (fino al Ponte Rosso incluso) - Viale Milton (parte) - Via Toscanelli - Viale Lavagnini - Viale Strozzi (parte) - Viale Caduti dei Lager - Viale Strozzi (parte) - Via Faenza - Via Zannetti - Via de' Cerretani (parte) - Piazza San Giovanni (inclusa) - Via Roma - Piazza della Repubblica (colonna dell'Abbondanza) |

### Santa Croce
| - Via de' Macci - Via Ghibellina - Via Dante Alighieri - Via dei pepi - Borgo Allegri - Via degli Alfani - Via dei pilastri - Via delle Casine - Piazza di san Pier maggiore - Piazza della Repubblica (colonna dell'Abbondanza) - Via degli Speziali - Borgo degli Albizi - Volta di San Piero - Borgo Pinti - Piazza Donatello (inclusa) - Viale Gramsci - Piazza Beccaria (inclusa) - Viale Amendola - Via Gabriele d'Annunzio (parte) - Via della Rondinella - Viale Verga | - Lungarno Zecca Vecchia - Lungarno delle Grazie - Lungarno Generale Diaz - Lungarno de' Medici - Lungarno Archibusieri - Via Por Santa Maria - Via Calimala - Piazza della Repubblica (Colonna dell'Abbondanza) - Riva destra dell'Arno fino al confine del Comune di Fiesole - Via Aretina - Via Rocca Tedalda - Via del Ponte di Mezzo |

### Santo Spirito
| - Piazza Santo Spirito - Piazza Pitti - Borgo Tegolaio - Via delle Caldaie - Via Guicciardini - Piazza Santa Felicita - Via Stracciatella - Via Toscanella - Via de' Bardi - Costa S.Giorgio - Costa dei Magnoli - Piazza di Santa Maria Soprarno - Via di San Niccolò - Via dei Renai - Via della Chiesa - Piazza Poggi (porta San Niccolò inclusa) - Viale Poggi - Via San Salvatore a Monte - Viale Michelangiolo - Via di San Miniato - Via del Giramonte - Via del Giramontino - Via del Pian dei Giullari - Viale Galileo - Via San Leonardo - Collegio del Poggio Imperiale - Viale del Poggio Imperiale | - Borgo San Frediano - Piazza del Carmine - Via di Santo Spirito - Via Sant'Onofrio - Via Santa Monaca - Viale Ariosto - Viale Aleardi - Via Zanella - Via Berni - Via Burchiello - Via Pulci - Via Villani - Viale Petrarca - Piazza di Verzaia - Via Lungo le Mura di Santa Rosa - Via San Giovanni - Via del Leone - Via del Drago d'Oro - Via d'Ardiglione - Via del Campuccio - Borgo Stella | - Via Maggio - Via Maffia - Via Romana - Piazza della Calza - Piazzale di Porta Romana - Via Santa Maria - Via de' Serragli - Piazza Torquato Tasso - Piazza de' Nerli - Via dell'Orto - Via de' Camaldoli - Piazza Piattellina - Via del Campuccio - Via Sant'Agostino - Via Bartolini - Piazza del Tiratoio - Via de' Marsili - Sdrucciolo de' Pitti - Via dell'Anconella - Viale Vasco Pratolini - Via Giano della Bella - Via Senese - Due Strade - Via Dante da Castiglione - Via S.Ilario a Colombaia - Via delle Campora | - Via Santa Maria a Marignolle - Villa Venturini fino alla villa di Marignolle - Villa di Marignolle fino a Via delle Bagnese - Confine del Comune di Scandicci fino alla riva sinistra dell'Arno - Riva sinistra dell'Arno fino a Via dell'Isolotto - Via Baccio Bandinelli - Lungarno del Pignone - Lungarno Santa Rosa - Lungarno Soderini - Lungarno Guicciardini - Borgo San Jacopo - Lungarno Torrigiani - Lungarno Serristori - Piazza Poggi (porta S.Niccolò inclusa) |